# We Stand United
We Stand United è il terzo album del gruppo musicale tedesco beFour, pubblicato il 18 aprile 2008 dall'etichetta Universal.
L'album, pubblicato nei paesi di lingua tedesca, è stato anticipato dal singolo Live Your Dream.

## Tracce
CD (Pop 'N' Roll 06025 1765841 (UMG) / EAN 0602517658417)
1. Live Your Dream - 3:44 (Christian Geller)
2. Happy Holiday - 3:09 (Christian Geller, Alexey Potekin, Sergei Zukow)
3. Listen to Your Heart - 3:08 (Christian Geller)
4. We Stand United - 3:33 (Christian Geller)
5. SMS - 3:34 (Christian Geller)
6. Time to Dance - 3:11 (Christian Geller)
7. Space Race - 3:50 (Christian Geller)
8. Zabadak - 3:55 (Ken Howard, Alan Blaikley)
9. Balla Balla - 3:17 (Christian Geller)
10. Last Flight to the Stars - 3:51 (Christian Geller)
11. Give It Up - 3:41 (Harry Wayne Casey, Deborah Carter)
12. You Gave Me Life - 3:43 (Christian Geller)
13. Undercover (Hörspieltrailer) - 4:23

## Classifiche
| Classifica (2008)    | Posizione raggiunta |
| -------------------- | ------------------- |
| Austria Album Charts | 4                   |
| Germania             | 10                  |
| Svizzera             | 10                  |